# Daniil Vyacheslavovich Yegorov
Daniil Vyacheslavovich Yegorov (tiếng Nga: Дании́л Вячесла́вович Его́ров; sinh ngày 7 tháng 9 năm 1975  tại Moskva, Cộng hòa Xã hội chủ nghĩa Xô viết Liên bang Nga, Liên Xô) là một chính khách và nhà kinh tế học người Nga. Ông là Phó Cục trưởng Cục Thuế Liên bang Nga (2011–2020) Cục Thuế Liên bang Nga kể từ ngày 17 tháng 1 năm 2020, Cố vấn Nhà nước cấp 2 của Liên bang Nga.

## Tiểu sử

### Những năm đầu
Daniil Vyacheslavovich Egorov sinh ngày 7 tháng 9 năm 1975 tại Moskva. Năm 1998, ông tốt nghiệp ngành Luật tại Đại học Hữu nghị Nhân dân Nga. Từ năm 2000 đến năm 2001, ông là thành viên của ủy ban của Hiệp hội Vận động viện trợ cho Doanh nghiệp và Công dân liên vùng, và từ năm 2001, ông giữ chức vụ cố vấn pháp lý, trưởng bộ phận pháp lý của CJSC Eneko.

### Làm việc tại Cục Thuế Liên bang
Từ năm 2001 đến năm 2003, ông đảm nhiệm vị trí chuyên viên cấp 1, chuyên gia tư vấn trong bộ phận hỗ trợ quản lý của Bộ Thuế và Doanh thu của Nga tại Moskva.
Năm 2003-2005, ông giữ chức vụ trưởng phòng hỗ trợ thông tin, nhập dữ liệu điện tử và kiểm toán bàn, sau đó là trưởng phòng kiểm toán bàn của Thanh tra liên huyện thuộc Bộ Thuế và Doanh thu của Nga số 44 tại Moskva.
Trong giai đoạn từ năm 2005 đến năm 2009, Egorov làm trưởng phòng thanh tra bàn giấy, trưởng phòng thanh tra hiện trường số 2 thuộc Thanh tra liên quận thuộc Cục thuế liên bang Nga số 50 tại Moskva.
Năm 2009-2010, ông là Phó trưởng phòng công tác kiểm soát của Văn phòng Cục Thuế Liên bang Nga tại Moskva.
Năm 2011, ông được bổ nhiệm làm Phó Cục trưởng Cục Thuế Liên bang. Ở vị trí này, ông điều phối hoạt động của bộ phận kiểm soát, bộ phận chuyển giá, văn phòng và kiểm soát hoạt động. Ngoài ra, ông còn giám sát công việc về phân tích và hệ thống hóa các phương pháp trốn thuế mà người nộp thuế sử dụng, vấn đề tổ chức kiểm soát thuế trong quá trình kiểm tra thuế của những người nộp thuế lớn nhất, phát hành tem đặc biệt để đánh dấu thuốc lá và các sản phẩm thuốc lá được sản xuất tại Liên bang Nga để tổ chức xổ số.

### Cục trưởng Cục Thuế Liên bang
Theo lệnh của Chính phủ Liên bang Nga số 21-r ngày 17 tháng 1 năm 2020, Daniil Egorov được bổ nhiệm làm người đứng đầu Cục Thuế Liên bang. Ông trở thành luật sư đầu tiên giữ chức vụ trưởng bộ phận này.

## Tài sản và thu nhập
Theo báo cáo thu nhập, năm 2018, Daniil Egorov kiếm được 8,2 triệu rúp, vợ anh cũng kiếm được 8,2 triệu rúp. Gia đình sở hữu sáu căn hộ, căn hộ lớn nhất với diện tích 197 sq/ m thuộc về vợ của Egorov.